# カナウジ語
カナウジ語（カナウジご、英: Kannauji language）はインド語派に属する言語である。インドのウッタル・プラデーシュ州の一部で話されている。言語としてヒンドゥスターニー語と近い関係にある。いくつかの検討ではヒンドゥスターニー語の方言としている。一方では、西ヒンディー語に属する別々の言語としている。

## 言語名別称
- カナウジー語
- Bhakha
- Braj
- Braj Kanauji
- Dehati
- Kannauji

## 方言
- Transitional Kanauji (bjj-tra)
- Kanauji Proper (bjj-kan)
- Tirhari (bjj-tir)